# Cesar Romero
Cesar Julio Romero Jr. (ur. 15 lutego 1907 w Nowym Jorku, zm. 1 stycznia 1994 w Santa Monica) – kubańsko–amerykański aktor, piosenkarz, tancerz, artysta głosowy i komik. Odtwórca roli Jokera w serialu ABC Batman (1966−1968).
Nominowany do Złotego Globu za drugoplanową podwójną rolę Roberta Swana i Adama Wrighta w komedii If a Man Answers (1962).
8 lutego 1960 otrzymał dwie własne gwiazdę w Alei Gwiazd w Los Angeles znajdujące się przy 1719 Vine Street i 6615 Hollywood Boulevard.

## Życiorys

### Wczesne lata
Urodził się w Nowym Jorku jako syn Maríi Mantilli, córki José Martíego, kubańskiego poety, pisarza oraz przywódcy ruchu niepodległościowego – uważany za bohatera narodowego, i Cesara Julio Romero Sr. Jego ojciec był włoskim importerem, eksporterem maszyn rafinacji cukru, a jego matka była kubańską śpiewaczką. Dorastał w Bradley Beach w New Jersey. Uczęszczał do Bradley Beach Elementary School, a następnie naukę kontynuował w Asbury Park High School oraz Collegiate School i Riverdale Country Day School. Jednak, gdy jego rodzice stracili import cukru i ponieśli straty w katastrofie czarnego czwartku (1929), Romero zamieszkał i korzystał z pomocy różnych członków rodziny (zwłaszcza jego siostry) do końca życia.
W 1942 roku zaciągnął się do służby w Straży Przybrzeżnej Stanów Zjednoczonych i służył na Pacyfiku. W listopadzie 1943 roku odbywał służbę na pokładzie transportowca szturmowego USS Cavalier (APA-37) i brał udział w walkach na Tinian i Saipanie. 

### Kariera
Po ukończeniu nowojorskiej Collegiate School, w 1925 uczył się tańca w wielu klubach tanecznych. Dorabiał jako kurier w First National Bank of Manhattan, a następnie występował jako tancerz na Broadwayu w spektaklach takich jak Lady Do (1927) czy w roli Johna w komedii Strictly Dishonorable (1929). Po sukcesie jako Ricci w broadwayowskiej sztuce Kolacja o ósmej (1933), udał się do Hollywood i rok potem znalazł się w komedii W.S. Van Dyke’a W pogoni za cieniem (The Thin Man, 1934) z Williamem Powellem i Myrną Loy. Doprowadziło to do zawarcia umów z takimi wytwórniami jak Metro-Goldwyn-Mayer i 20th Century Fox, dla których pracował przez blisko piętnaście lat.
Wśród ponad stu filmów, w których wystąpił, są: Mała księżniczka (1939), W 80 dni dookoła świata (1956) oraz Batman zbawia świat (1966) jako Joker, którego grał także w serialu Batman (1966-68). Pojawiał się również gościnnie w licznych serialach, m.in. Bonanza (1965), Aniołki Charliego (1980), Magnum (1985), Statek miłości (1984–86) i Napisała: Morderstwo (1985, 1992). Grał też postać Cisco Kida w filmach: The Cisco Kid and the Lady (1939), Lucky Cisco Kid (1940), Viva Cisco Kid (1940), The Gay Caballero (1940), Romance of the Rio Grande (1941) i Ride on Vaquero (1941). W późniejszych latach, Romero przyjął rolę Petera Stavrosa, miliardera, greckiego przemysłowca i byłego męża Angeli Channing (Jane Wyman) w operze mydlanej CBS Falcon Crest (1985-88).

### Życie prywatne
Był kawalerem. Nie miał dzieci.
Zmarł w wieku 86 lat wskutek powikłań zapalenia płuc. Urna z jego prochami znajduje się w mauzoleum na cmentarzu Inglewood Park w Kalifornii. 

## Filmografia

### Filmy
- 1933: The Shadow Laughs jako Tony Rico
- 1934: W pogoni za cieniem (The Thin Man) jako Chris JorgensonRomero w Public Enemy’s Wife (1936)

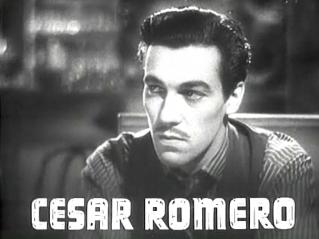
Romero w Public Enemy’s Wife (1936)

- 1934: Brytyjski agent' (British Agent) jako Tito Del Val
- 1935: Dobra wróżka (The Good Fairy) jako Joe
- 1935: Rendezvous jako Nieterstein
- 1935: Kardynał Richelieu (Cardinal Richelieu) jako hrabia Andre de Pons
- 1935: Diabeł jest kobietą (The Devil Is a Woman) jako Antonio Galvan
- 1936: Naiwniak (Nobody’s Fool) jako Dizzy Rantz
- 1937: Strzelec z Bengalu (Wee Willie Winkie) jako Khoda Khan
- 1937: Niebezpiecznie twoja (Dangerously Yours) jako Victor Morell
- 1939: Mała księżniczka (The Little Princess) jako Ram Dass, hinduski służący Lorda Wickhama
- 1939: Szeryf z pogranicza (Frontier Marshal) jako John „Doc” Halliday
- 1942: Historia jednego fraka (Tales of Manhattan) jako Harry Wilson
- 1947: Szpada Kastylii (Captain from Castile) jako Hernando Cortez
- 1948: Dama w gronostajach (That Lady in Ermine) jako hrabia Mario
- 1948: Niesforna Julia (Julia Misbehaves) jako Fred Ghenoccio
- 1949: Piękna blondynka z Bashful Bend (The Beautiful Blonde from Bashful Bend) jako Blackie Jobero
- 1951: Miłość z przypadku (Happy Go Lovely) jako John Frost
- 1955: The Racers jako Carlos
- 1956: W 80 dni dookoła świata (Around the World in 80 Days) jako Pomocnik Abdullaha
- 1957: Historia ludzkości (The Story of Mankind) jako hiszpański wysłannik
- 1960: Ryzykowna gra (Ocean’s Eleven) jako Duke Santos
- 1963: Rafa Donovana (Donovan’s Reef) jako Markiz Andre de Lage
- 1965: Małżeństwo na rozdrożu (Marriage on the Rocks) jako Miguel Santos
- 1966: Batman zbawia świat (Batman: The Movie) jako Joker
- 1968: Miliony Madigana (El Millón de Madigan) jako Mike Madigan
- 1968: Skidoo jako Hechy
- 1968: Gorące miliony (Hot Millions) jako inspektor celny
- 1969: Szerokość geograficzna zero (Ido zero daisakusen) jako dr Malic / Porucznik Hastings
- 1969: Target: Harry jako porucznik George Duval
- 1969: Komputer w tenisówkach (The Computer Wore Tennis Shoes) jako A.J. Arno
- 1975: Najsilniejszy mężczyzna na świecie (The Strongest Man in the World) jako A.J. Arno
- 1975: Drwale (Timber Tramps) jako Chciwy właściciel tartaku
- 1985: Żądza na pustyni (Lust in the Dust) jako ojciec Garcia
- 1988: Akademia pogrzebowa (Mortuary Academy) jako kapitan
- 1998: Właściwa droga (The right way) jako Don Genese

### Seriale telewizyjne
- 1954: Climax! jako Mendy Mendez
- 1956: Studio 57 jako Duke Thompson
- 1957: Climax! jako Miguel
- 1959: Zorro jako Estevan de la Cruz
- 1963: 77 Sunset Strip jako Lorenzo Cestari
- 1963-1965 Prawo Burke’a różne role (5 odcinków)
- 1964: Doktor Kildare (Dr. Kildare) jako dr Paul Marino
- 1965: Bonanza jako Guido Borelli
- 1965: Ben Casey jako Frederic Delano
- 1966-68: Batman jako Joker
- 1966: Daniel Boone jako Esteban de Vaca
- 1969: Daniel Boone jako admirał Alejandro Buenaventura
- 1974: Ironside jako Tony Hudson
- 1975: Centrum Medyczne (Medical Center) jako Packy
- 1976: Ellery Queen jako Armand Danello
- 1978: Vegas jako Christopher Vincente
- 1979: Fantastyczna wyspa (Fantasy Island) jako szeik Hameel Habib
- 1980: Aniołki Charliego (Charlie’s Angels) jako Elton MIlls
- 1981: Fantastyczna wyspa (Fantasy Island) jako Maestro Roger Alexander
- 1982: Matt Houston jako Myles Gantry
- 1983: Fantastyczna wyspa (Fantasy Island) jako pan Kragen
- 1983: Hart to Hart jako dr Villac
- 1983: Fantastyczna wyspa (Fantasy Island) jako Edmond Rome
- 1984-86: Statek miłości (The Love Boat)
- 1985: Napisała: Morderstwo (Murder, She Wrote) jako Diego Santana
- 1985: Magnum (Magnum, P.I.) jako Doc Villaroch
- 1986: Riptide jako Angelo Guirilini
- 1985-88: Falcon Crest jako Peter Stavros
- 1988: The Tracey Ullman Show jako Roland Diego
- 1990: Złotka (The Golden Girls) jako Tony Delveccio
- 1992: Napisała: Morderstwo (Murder, She Wrote) jako Marcello Arbruzzi